# Roy Reding
Pour les articles homonymes, voir Reding.
Roy Reding, né le 17 juillet 1965 à Luxembourg (Luxembourg), est un avocat et homme politique luxembourgeois indépendant, membre du Parti réformiste d'alternative démocratique (ADR) jusqu'en juin 2023.

## Biographie

### Formation
Né à Luxembourg, Roy Reding passe son enfance à Bech, un village près de la commune d'Echternach. Il déménage et réside successivement à Fischbach et à Folschette avant de s'établir dans sa ville natale. Roy Reding est père de quatre enfants et est marié à Karine Reuter, ancienne juge et actuellement notaire à Luxembourg-Ville. 
Roy Reding fait ses études à Echternach avec, entre autres, l'ancienne ministre de la Justice et de la Culture Octavie Modert et l'ancien secrétaire général du Parti démocratique (PD), Georges Gudenburg. Après avoir obtenu son diplôme d'études secondaires, il poursuit sa formation en étudiant à l'université Paul-Cézanne d'Aix-en-Provence où il obtient une licence en droit International public et privé. Il décroche sa maîtrise en droit des Affaires à l'université Robert-Schumann de Strasbourg.

### Carrière professionnelle
En août 1989, après avoir obtenu sa maîtrise, Roy Reding commence à travailler comme avocat pour la Banque générale du Luxembourg. En mai 1990, il prête serment au barreau de Luxembourg ce qui lui a permet d'ouvrir un cabinet trois ans plus tard appelé Reding & Felten à Luxembourg. Après la séparation des deux associés, Reding ouvre son propre cabinet en 2003 dans le centre-ville situé rue de l'Eau. Il prend sa retraite en 2019 afin de pouvoir agir de manière plus indépendante en tant que député et de ne pas subir les conséquences éventuelles du barreau. Il déclare que : « Dies gibt mir die Unabhängigkeit, in jedem Dossier schreiben und sagen zu können, was notwendig ist, ohne berufliche Konsequenzen befürchten zu müssen ».
Roy Reding est présentateur sur la chaîne luxembourgeoise « .dok (lb) ». L'avocat socialement engagé présente son émission intitulée Vu Fall zu Fall dans laquelle il répond à des questions juridiques complexes et rend compte, avec son épouse Karine Reuter, des développements intéressants dans le paysage judiciaire luxembourgeois. 

### Parcours politique

#### Politique locale
Roy Reding s'engage pour la première fois en politique à l'âge de quinze ans, lorsqu'il devient membre du Parti ouvrier socialiste luxembourgeois (LSAP) et en particulier de leur organisation de jeunesse appelée Jeunesses socialistes luxembourgeoises (JSL). Pendant ses études universitaires, il est président de l'Union nationale des étudiant-e-s luxembourgeois (UNEL) ainsi que président des Étudiants socialistes. Il travaille également comme journaliste indépendant pour le Tageblatt pendant cette période.
Lors des élections communales de 1999, il est élu conseiller communal à Fischbach, obtenant la deuxième position en termes de suffrages. Il exerce cette fonction jusqu'en 2002.
Lors des communales d'octobre 2017, Roy Reding fait son entrée au sein du conseil communal de la ville de Luxembourg. Il est le seul représentant de l'ADR et est membre de la commission du développement urbain.

#### Politique nationale
L'élément déclencheur de l'entrée de Roy Reding dans la politique nationale en 2005 est le traité établissant une Constitution pour l'Europe auquel il s'oppose avec véhémence, estimant que le gouvernement manipule les électeurs par de fausses déclarations afin de les amener à ratifier le traité. Par la suite, il s'engage activement dans le Parti réformiste d'alternative démocratique (ADR), dont il partage les vues et pour lequel il se présente pour un siège au Conseil d'État. Lors du Congrès national de l'ADR en 2006, Roy Reding est élu au poste de secrétaire général.
Lors des élections législatives du 7 juin 2009 et de l'élection au Parlement européen, Roy Reding se porte candidat pour remporter un siège à la Chambre ou au Parlement européen. Il échoue à quelques centaines de voix pour siéger à la législature nationale, arrivant en deuxième position sur la liste de l'ADR dans la circonscription Centre derrière Jacques-Yves Henckes. Au Congrès national du 25 mars 2012, Roy Reding est élu au poste de vice-président.
Lors des législatives anticipées d'octobre 2013, il récupère le siège laissé vacant après le départ de Jacques-Yves Henckes. Le 13 novembre 2013, Roy Reding prête serment en tant que député. Il devient membre de plusieurs commissions parlementaires. Il représente le Luxembourg au Parlement du Benelux. Réélu lors des élections d'octobre 2018, il améliore son score électoral dans sa circonscription.
En 2019, il invite les Luxembourgeois à écrire au directeur générale de la Police grand-ducale afin de demander s'ils sont repris dans un "casier judiciaire bis" que la Police et l'autorité judiciaire détiendraient[pas clair].

#### Condamnation judiciaire et acquittement
Le jeudi 24 novembre 2022, Roy Reding a été condamné par le Tribunal correctionnel de Luxembourg à un an de prison avec sursis et 50 000 € d'amende dans une affaire de fraude immobilière.
Cependant, le mardi 20 juin 2023, la Cour d'appel de Luxembourg a acquitté Roy Reding de toutes les charges.